# Touceiras
Touceiras es un lugar de la parroquia de Abeledo, municipio de Abadín, comarca de Tierra Llana, provincia de Lugo, Galicia, España.